# Xavier Pons (pilote)
Pour l’article ayant un titre homophone, voir Pons.
Xavier « Xevi » Pons Puigdillers, né le 21 janvier 1980 à Vic en Catalogne, est un pilote de rallye espagnol spécialiste de terre, participant lors de certaines saisons au championnat du monde des rallyes.

## Biographie
Il commence la compétition automobile en 2002 sur une Mitsubishi Lancer Evo VI, voiture qu'il utilise régulièrement tout le long de sa carrière jusqu'en 2013 (version X).
Il dispute 67 épreuves du WRC entre 2003 et 2010, avec une interruption complète en 2008 et 2009. Ses meilleurs résultats en classement absolu sont quatre 4e places groupées en 2006, aux rallyes de Sardaigne, de Turquie, d'Australie et de Nouvelle-Zélande, lui permettant ainsi de terminer 7e avec l'équipe Kronos Total Citroën W.R.T. de la saison, au volant d'une Xara WRC avec Carlos del Barrio. Son retour en 2010 est fructueux, avec un titre mondial S 2000 (lors de la 1re édition de ce championnat) grâce à deux victoires pour cinq podiums de la catégorie.

## Palmarès (au 30/11/2014)

### Titres

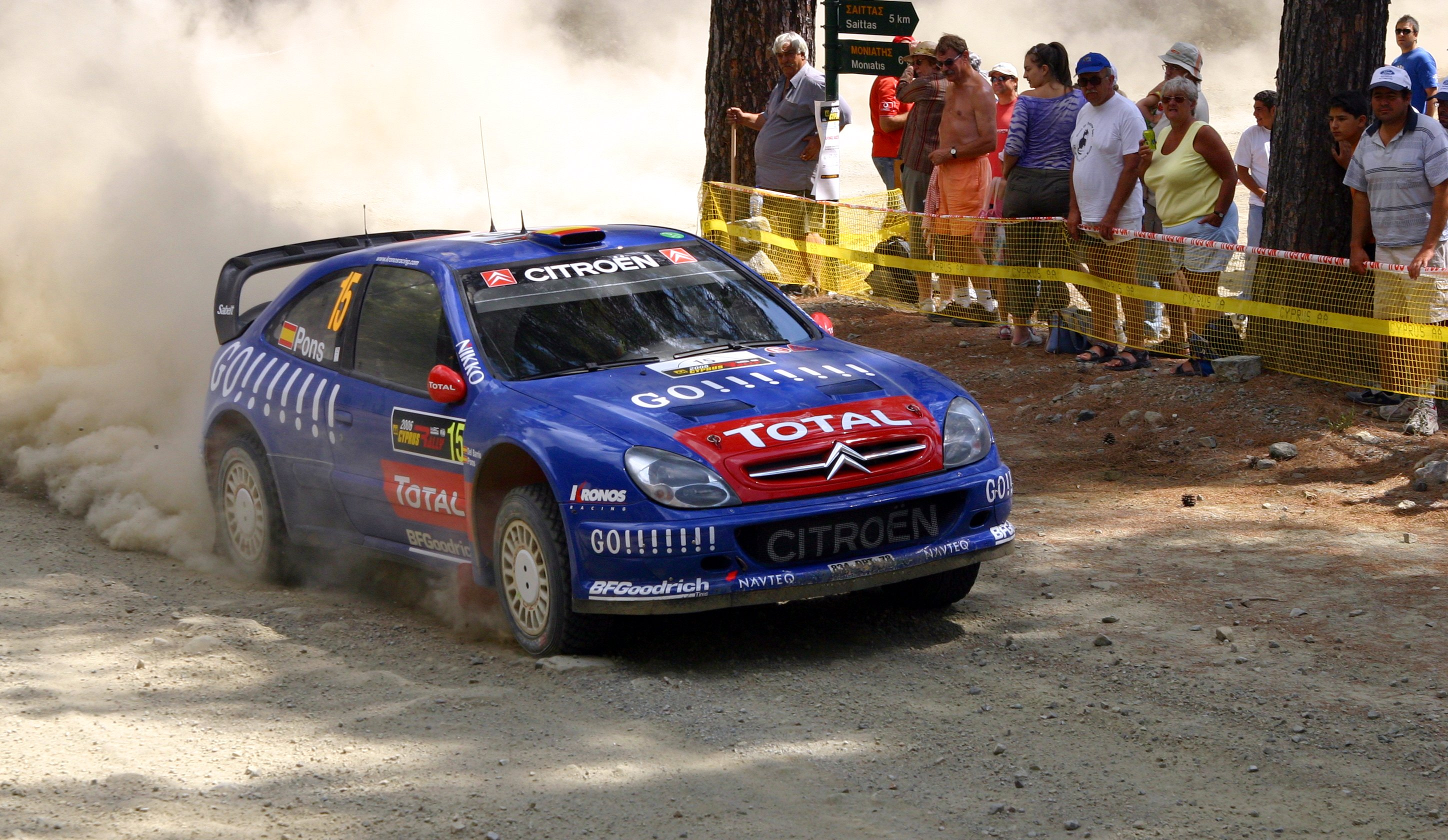
X.Pons au Rallye de Chypre 2006.

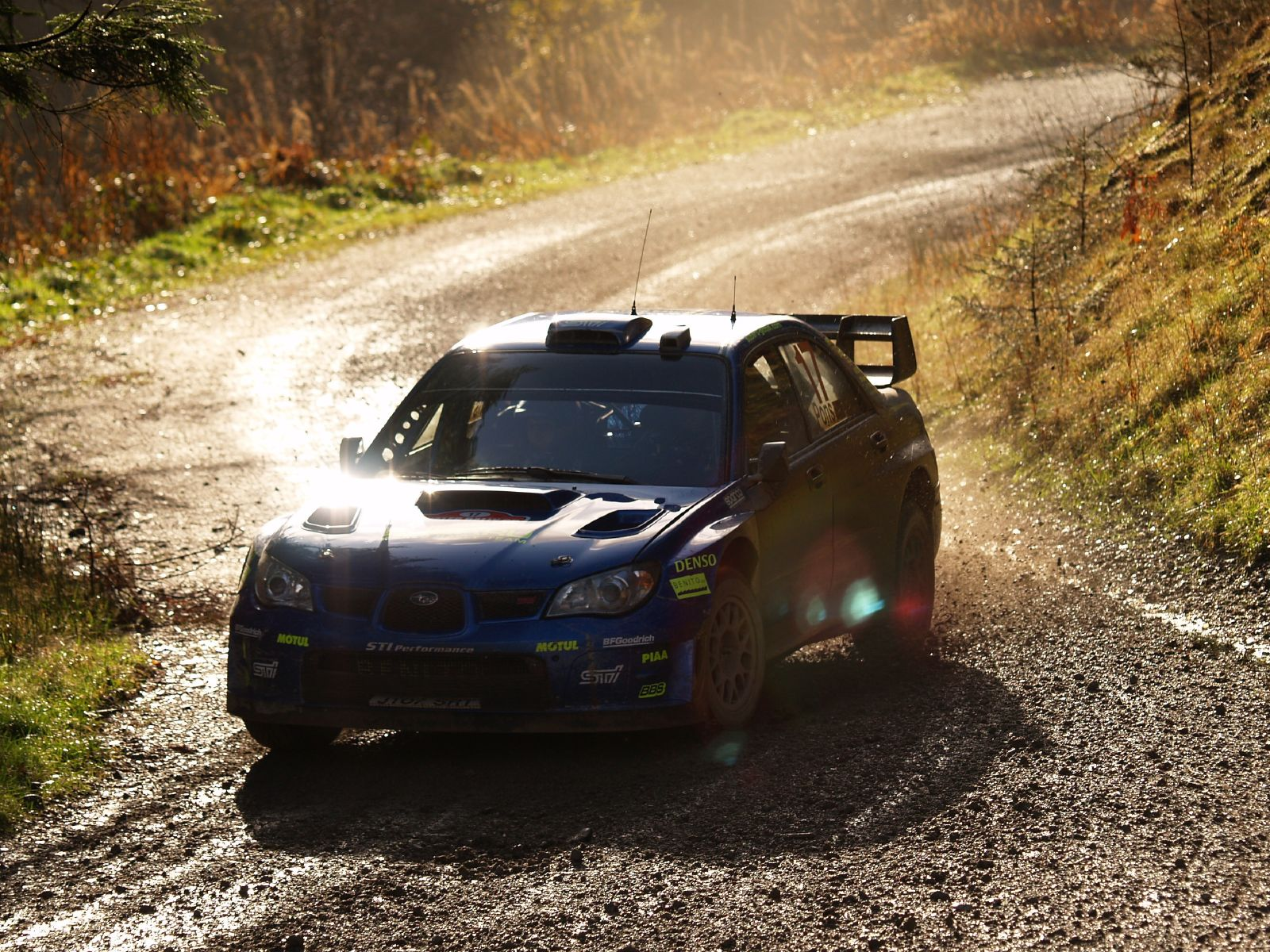
X.Pons au Rallye de Grande-Bretagne en 2007.

- Champion du monde des rallyes S-WRC (Super 2000) : 2010, sur Ford Fiesta S2000 (copilote Alex Caro) ;
- Triple Champion d'Espagne des rallyes Terre : 2008, sur Mitsubishi Lancer Evo IX (copilote C.del Barrio), puis 2012 (Evo X) et 2013 (Evo X) (copilote Xavier Amigó les deux fois) ;
- Double Champion d'Espagne des rallyes Terre du Groupe N : 2003 et 2009 ;
  - Vice-champion d'Espagne des rallyes du Groupe N, en 2003 ;
  - Vice-champion d'Espagne des rallyes Terre, en 2003 et 2009 ;
  - 3e du championnat d'Espagne des rallyes en classe GT, en 2013 ;
  - 3e du championnat d'Espagne des rallyes Terre, en 2009.

### 4 victoires en P-WRC
- Rallye d'Allemagne : 2004 ;
- Tour de Corse : 2004 ;
- Rallye d'Australie : 2004 ;
- Rallye de Nouvelle-Zélande : 2005.

### 2 victoires en S-WRC
- Rallye du Mexique : 2010 ;
- Rallye de Jordanie : 2010.

### Autre victoire internationale
- Rallye des Nations : 2009, associé à son compatriote Dani Solá pour l'Espagne (tous deux sur des Mitsubishi Lancer Evo IX).

### 3 victoires en championnat d'Espagne des rallyes
- Rallye de Ourense : 2010 ;
- Rallye de Cantabrie : 2011 ;
- Rallye Rías Baixas : 2011 ;

### 20 victoires en championnat d'Espagne des rallyes Terre
- Rallye de la cîté de Sabadell : 2003 ;
- Rallye de Guijuelo : 2007 et 2008 ;
- Rallye de Pozoblanco : 2008 ;
- Rallye de Navalcarnero - Las Rozas : 2008 ;
- Rallye de Lanzarote 2 : 2009 ;
- Rallye de Pozoblanco 1 : 2010 ;
- Rallye de Pozoblanco 2 : 2010 ;
- Baja Andalucia 1 : 2012 ;
- Baja Andalucia 2 : 2012 ;
- Baja Almanzora : 2012 ;
- Baja España - Aragon 1 : 2012 ;
- Baja España - Aragon 2 : 2012 ;
- Rallye Tierras del Cid : 2012 ;
- Rallye de la cîté de Cervera : 2013 ;
- Rallye des Terres Hautes de Lorca : 2013 ;
- Rallye Pla d'Urgell : 2013 ;
- Rallye del Bierzo : 2013 ;
- Rallye de Serón : 2013;
- Rallye de Riolobos : 2013.

### Victoire en rallye sprint
- Rallye sprint Sant Julià : 2012.

## Autres
- 2016 : Participation au rallye Dakar avec comme copilote argentin Ricardo Adrian Torlaschi sur Ford Ranger (voiture n°320), ils terminent à la 30e place[1].
- 2017 : Participation au rallye Dakar avec comme copilote argentin Ruben Garcia sur Ford Ranger (voiture n°311), abandon durant la 2e étape.